# Regina Bianchi
Regina Bianchi (eigentlich Regina d’Antigny; * 1. Januar 1921 in Lecce; † 5. April 2013 in Rom) war eine italienische Schauspielerin.

## Leben
Bianchi wurde in einem Theater in Lecce geboren, wo ihre zu einer aus Frankreich stammenden Schauspielerdynastie gehörenden Eltern auftraten und kam so früh in Kontakt mit der Bühne. Nach ersten Auftritten im Alter von acht Jahren erhielt sie in der Spielzeit 1938/1939 einen ersten Vertrag bei Raffaele Viviani und debütierte am „Teatro Mercadante di Napoli“. In den folgenden beiden Jahren etablierte sie sich als feste Größe in den Repertoirestücken des Ensembles, nahm aber auch erste Kinorollen an. Mit dem Regisseur ihres zweiten Filmes, Goffredo Alessandrini, lebte sie fast zwanzig Jahre zusammen und wurde die Mutter zweier Töchter. 1941 beschloss Bianchi, sich ausschließlich dem Theater zu widmen – sie empfand den Film als zu distanziertes Medium für ihr Temperament. Mit dem Ensemble von Peppino und Titiana De Filippo wurde sie seit 1940 zu einer herausragenden Figur des neapolitanischen Dialekttheaters; nach der Auflösung der Truppe widmete sie sich ab 1944 aber ganz der Familie.
1959 kehrte Bianchi in Filumena Marturano für Eduardo De Filippo auf die Bühne zurück. Bis 1966 blieb sie als Bühnenpartnerin bei De Filippo; seit 1961 war sie nun auch wieder für das Kino tätig, in dem sie nun in reiferen Rollen brillieren konnte: Für ihre Mutterrolle in Nanni Loys Le quattro giornate di Napoli erhielt sie ein Silbernes Band. Im nächsten Jahr wurde ihre alternde Verlobte in Elio Petris I giorni contati ebenso gerühmt. Ab 1966 verstärkte sie wieder die Theaterarbeit und spielte in zahlreichen Klassikern der Moderne und der Vergangenheit. Neben ihrer gelegentlichen Filmarbeit, bei der Rollen in neapolitanischen Schmachtfilmen von Alfonso Brescia ebenso vorkamen wie künstlerisch anspruchsvollere Werke wie Kaos, wurden Verpflichtungen beim Fernsehen immer umfangreicher. Bis 2008 blieb sie in Originalstoffen und Fernsehserien aktiv; 1996 hatte sie nochmals ein Silbernes Band für ihre Leistung in Camerieri erhalten. 2011 wurde ein umfangreiches Interview zu ihrer Karriere ausgestrahlt. 2012 erschien eine autorisierte Biografie.

## Filmografie (Auswahl)
- 1939: Il socio invisibile
- 1961: Das Jüngste Gericht findet nicht statt (Il giudizio universale)
- 1962: Die vier Tage von Neapel (Le quattro giornate di Napoli)
- 1962: Eine Mailänder Geschichte (Una storia milanese)
- 1963: I giorni contati
- 1977: Jesus von Nazareth (Gesù di Nazareth)
- 1984: Kaos
- 1993: Kampf der Mafia – Die Geschichte des Rosario Livatino (Il giudice raggazzino)
- 1994: Der Teddybär (L' orso di peluche)
- 1995: Eine Kindheit auf dem Montmartre (Les Allumettes suédoises) (Fernseh-Miniserie)
- 2008: Ci sta un francese, un inglese e un napoletano